# Flachwasserzone Mannhausen
Die Flachwasserzone Mannhausen liegt in der Gemeinde Calvörde im Landkreis Börde in Sachsen-Anhalt, Deutschland. Sie ist Bestandteil des Naturschutzgebietes „Ohre-Drömling“.

## Geografische Lage

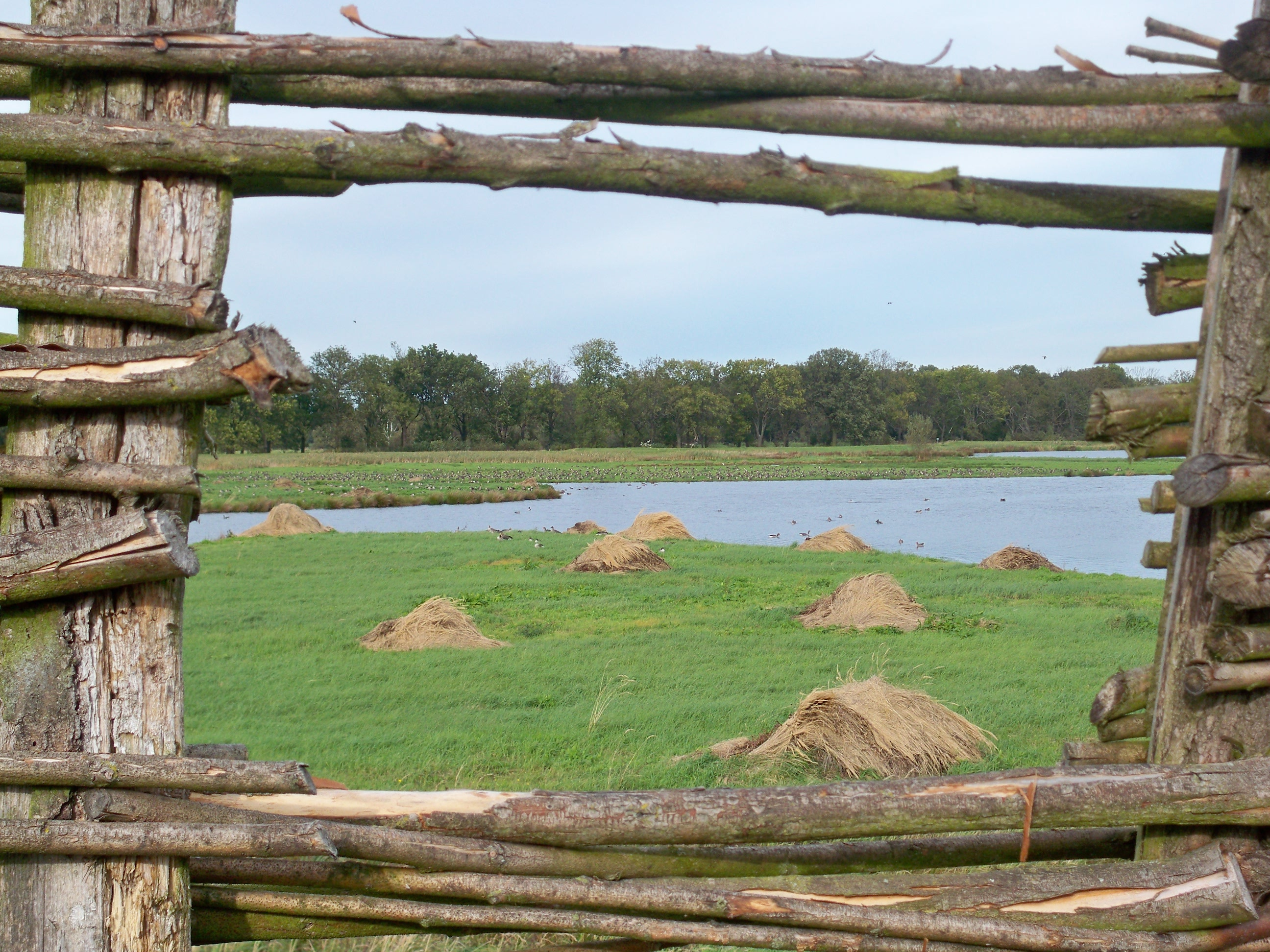
Flachwasserzone Mannhausen

Die Flachwasserzone liegt rund zwei Kilometer Luftlinie von Mannhausen, am Mittellandkanal, bei den Kolonien Mannhausen und Piplockenburg. Sie liegt außerdem parallel und nördlich zur Kreisstraße 1651 am äußersten Rand des Naturpark Drömling.

## Geschichte und Nutzung
In den Jahren 2002 und 2003 wurde die Flachwasserzone als Ausgleichs- und Ersatzmaßnahme für den Ausbau des Mittellandkanals angelegt. Das nun 70 Hektar große Areal (davon 40 Hektar Wasserfläche) gehört zum Naturschutzgebiet Ohre-Drömling und zum Naturpark Drömling und ist der Schutzzone der Stufe II (Nässezone) zugeordnet. Innerhalb der Flachwasserzone befinden sich mehrere kleinere Inseln und Halbinseln. Die Flachwasserzone ist durch einen offenen Zufluss mit dem Mittellandkanal verbunden und ist ein stehendes Gewässer. Dieses Gewässer bietet Heimat, Schutz und Ruhestätte vieler Vogelarten wie Gänse, Kraniche, Seidenschwänze und den Seeadler. Die Naturparkverwaltung bietet mehrere Termine für Fachbeobachtungen der verschiedenen Vogelarten, die um und an der Flachwasserzone leben, an.